# Dzierzgowo
Dzierzgowo ist ein Dorf und Sitz der gleichnamigen Gemeinde im Powiat Mławski der Woiwodschaft Masowien, Polen.

## Gemeinde
Zur Landgemeinde (gmina wiejska) Dzierzgowo gehören 29 Ortschaften mit einem Schulzenamt (sołectwo):
Brzozowo-Czary
Brzozowo-Dąbrówka
Brzozowo-Łęg
Brzozowo-Maje
Choszczewka
Dobrogosty
Dzierzgowo
Dzierzgówek
Kamień
Kitki
Krery
Kurki
Międzyleś
Nowe Brzozowo
Nowe Łączyno
Pobodze
Ruda
Rzęgnowo
Stare Brzozowo
Stare Łączyno
Stegna
Szpaki
Szumsk
Tańsk-Grzymki
Tańsk-Przedbory
Umiotki
Wasiły
Zawady
Żaboklik
Weitere Orte der Gemeinde sind:
Brzozowo-Utraty
Kolonia Choszczewka
Kostusin
Koziorowo
Pęcherze
Rogale
Sosnówka
Szumsk-Sodowo
Tańsk-Chorąże
Tańsk-Kęsocha
Tańsk-Kiernozy
Wydrzywilk

## Persönlichkeiten
- Janusz Majewski (* 1940), Säbelfechter